# Curly coated retriever
Curly coated retriever[Nota] é uma raça canina oriunda da Grã-Bretanha. É considerada uma das raças retrievers mais antigas de todas e ainda usada como no século XVIII: para caçar em geral patos. Descende dos prováveis cruzamentos entre o spaniel inglês de água, um retriever, o poodle e o spaniel irlandês de água. Nos dias mais atuais, além de para caçar, é ainda descrito como um bom cão de guarda, rastreio e alarme, sendo ainda utilizado em provas de agility e competições de obediência.
Fisicamente é um animal que pode atingir os 69 cm e pesar 36 kg. Com uma expectativa de vida de 12 anos, é um canino de pelagem resistente ao frio e a água, encaracolada da raiz às pontas exceto na face. Seu temperamento é classificado como tolerante, inteligente e leal.